# Thief River Falls
Thief River Falls è una città degli Stati Uniti d'America, situata in Minnesota, nella Contea di Pennington, della quale è anche capoluogo.